# 鈾鈦磁鐵礦
鈾鈦磁鐵礦（Davidite），是一種氧化的稀土礦物，目前它有含鑭元素及含鈰元素兩種形態：
- 鑭鈾鈦鐵礦(La,Ce,Ca)(Y,U)(Ti,Fe3+)20O38：於1906年在南澳州鐳錠山的礦場中發現，並由道格拉斯·莫森以著名澳洲地質學家葉吉沃茲·大衛（英语：Tannatt William Edgeworth David）之名命名。[2]
- 鈰鈾鈦鐵礦(Ce,La)(Y,U)(Ti,Fe3+)20O38：於1960年在挪威伊韋蘭鎮韋莫克（Vemork）被發現。